# Lasse Werner
Lasse Werner, egentligen Lars Olof Werner, född 22 maj 1934 i Stockholm, död 1 februari 1992 i Stockholm, var en svensk pianist och kompositör. 
Lasse Werner skrev ett stort antal kompositioner för såväl piano som andra sättningar. Han gjorde även mycket teatermusik och medverkade i teaterföreställningar - bland annat på Stadsteatern i Stockholm, Riksteatern, Helsingborgs Stadsteater, Munkbroteatern, Pistolteatern m.fl.
På Statens Musikverk/Svenskt visarkiv finns Lasse Werners personarkiv tillgängligt för forskning.
2014 publicerade Lasse Werners bror Mats Werner biografin Lasse Werner - en lycklig skit: den svenska jazzens gossen Ruda (med DVD och CD).

## Filmmusik
- 1970 - Lyckliga skitar (Regi: Vilgot Sjöman)
- 1969 - Miss and Mrs. Sweden (Regi: Göran Gentele)
- 1965 - Hej (Regi: Jonas Cornell)
- 1965 - För vänskaps skull (Regi: Hans Abramson)
- 1965 - Djävulens instrument (Regi: Gunnar Fischer)

Musik samt musikarrangemang till TV-produktionen Någonstans i Sverige 1973.
Medverkan + musik i filmen Sven Klangs Kvintett.

## Filmografi roller
- 1970 - Lyckliga skitar (Regi: Vilgot Sjöman)
- 1965 - Djävulens instrument (Regi: Gunnar Fischer)

## Teater

### Roller
| År   | Roll | Produktion                                        | Regi               | Teater                   |
| ---- | ---- | ------------------------------------------------- | ------------------ | ------------------------ |
| 1968 |      | SOS eller Sanningen om säkerheten Tore Zetterholm | Lars Göran Carlson | Helsingborgs stadsteater |

## Diskografi
- 1959 - Lars Werner trio - Point of View (Artist AEP 1027 / Dragon DRCD 287)
- 1960 - Lars Werner/Bernt Rosengren - Bombastica! (Jazzland JLP 26, JLP 926 / Dragon DRCD 287)
- 1967 - Lars Werner och hans vänner (LRLP 2 Love Records)
- 1971 - Club jazz 4 (RELP 1116)
- 1971 - Radiojazzgruppen with Berndt Egerbladh and Lars Werner (SR RELP 1136)
- 1975 - Lasse Werner och hans vän Christer Boustedt - ”Kropp och Själ” (Dragon LP2)
- 1975 - Leif Segerstam/Lasse Werner -”Segerstam-Werner” (BIS LP-20)
- 1976 - Lars Werner trio - Helf Me! (Odeon E 062-35239)
- 1976 - Lasse Werner och hans Vänner - ”Saxofonsymfonin” (Dragon DRLP6)
- 1978 - Lasse Werner/Bobo Stenson/Jan Wallgren - ”Triple play JAZZ PIANO Vol. 1” (Dragon DRLP12)
- 1978 - Lasse Werner/Bobo Stenson/Jan Wallgren - ”Triple play JAZZ PIANO Vol. 2” (Dragon DRLP13)
- 1978 - Lasse Werner & Hans Vän Christer Boustedt (BLP 702)
- 1979 - Lasse Werner & hans vänner - Därför dricker jag (Dragon DRLP 20)

## Teater, roller
- "Connection" av Jack Gelber, Stockholms stadsteater 1963 och 1965
- "S.O.S" av Tore Setterholm, Helsingborgs stadsteater
- ”3 x Forssell” av Lars Forssell, bearb. Staffan Westerberg, Marionetteatern 1965
- ”Åtrån fångad i svansen” av Pablo Picasso, bearb. Staffan Westerberg, Marionetteatern 1966
- "Clownen Beppo" av Else Fisher, Stockholms skolteater 1966
- "Amédée" av Eugène Ionesco, Riksteatern 1966
- "Fantasterihatten" av Staffan Westerberg, Riksteatern 1966
- ”Spektakel – en revysaga” av Staffan Westerberg, Riksteatern 1968
- "Vaduvill" av Per Edström och Bertil Schütt, Arena Teaterbåten 1969
- "Gullivers Resor" av Göran O Eriksson efter Jonathan Swift, Stockholms Stadsteater 1969